# جميل عازر
جميل عازر (1937-) إعلامي أردني ولد في مدينة الحصن الأردنية، يعمل في قناة الجزيرة الفضائية وعضو معهد اللغويين البريطاني.

## حياته
بدأ مسيرته كمترجم أخبار ومقدم برامج إخبارية في هيئة الإذاعة البريطانية (BBC) العربية بين عامي 1965-1975. وعمل كمحرر أخبار باللغة الإنجليزية ومترجم أخبار ومقدم برامج إخبارية وشؤون الساعة في الهيئة 1976-1984.
ثم أصبح كبير مخرجين قسم الأخبار في الهيئة. انتقل بعدها كمساعد رئيس قسم الأخبار في الهيئة وكرئيس قسم الأخبار، ومنتج لبعض البرامج في الهيئة «السياسة بين السائل والمجيب» و«الشؤون العربية في الصحف البريطانية» بين عامي 1986-1988. وبين 1988 و 1990 خدم كمساعد رئيس القسم العربي في الهيئة. وأنهى عمله في هيئة الإذاعة البريطانية كمخرج ومقدم للبرامج «التجارة والصناعة» وأسبوعيات الصحافة البريطانية حتى 1994.
التحق بقناة الجزيرة الفضائية منذ انطلاقتها في 30 يوليو 1996م، وكان من وضع شعارها الرأي والرأي الآخر، وعمل فيها مذيع أخبار ومقدم برنامج «الملف الأسبوعي» ومسؤول التدقيق اللغوي والإخباري وعضو هيئة التحرير، وهو يعتنق المسيحية البروتستانتية.

## سيرته المهنية
- دبلوم علوم سياسية
- دبلوم لغة القانون بالترجمة من جامعة لندن
- عضو معهد اللغويين البريطاني.
- مترجم أخبار ومقدم برامج إخبارية في هيئة الإذاعة البريطانية الـ (BBC) للفترة 65-1975.
- محرر أخبار باللغة الإنجليزية في قسم آسيا وأفريقيا والعالم العربي في الهيئة 1975-1976.
- مترجم أخبار ومقدم برامج إخبارية وشؤون الساعة في الهيئة 1976-1984. - كبير مخرجين في قسم الأخبار في الهيئة 1984-1985.
- مساعد رئيس قسم الأخبار في الهيئة 1985- 1986.
- رئيس قسم الأخبار، ومنتج لبعض البرامج في الهيئة «السياسة بين السائل والمجيب» و«الشؤون العربية في الصحف البريطانية» 1986-1988.
- مساعد لرئيس القسم العربي في الهيئة 1988-1990.
- مخرج ومقدم للبرامج «التجارة والصناعة» وأسبوعيات الصحافة البريطانية 1990-1994.
- مسؤول التدقيق اللغوي ومقدم ومحرر أخبار ومقدم برامج 1994-1996.